# 日本電機工業会
一般社団法人日本電機工業会（にっぽんでんきこうぎょうかい）は、重電機器、白物家電のメーカー団体（工業会）。

## 概要
電力・産業用電気機器（重電機器）、家庭用電気機器（白物家電）のメーカー団体（工業会）。
行政による日本電機工業会の取り扱う製品・産業の所管は、重電機器は経済産業省 製造産業局 産業機械課、白物家電は経済産業省 商務情報政策局 情報産業課である。

### 沿革
日本の電機メーカーは、メーカー間の交流・親睦を目的としていた会合「八日会」を、1936年（昭和11年）に、製品の改良や技術の標準化を目的とする組織に改組し、1940年（昭和15年）には「日本電機製造協会」に改称した。
日本電機工業会は、太平洋戦争が終わって1948年（昭和23年）に設立され、1949年(昭和24年)に、この「日本電機製造協会」を吸収し、その業務を引き継いだ。1954年（昭和29年）に社団法人に認可され、また、2011年（平成23年）には「一般社団法人及び一般財団法人に関する法律」に基づく「一般社団法人」への移行が認可され、現在に至っている。
- 1948年（昭和23年） 日本電機工業会 が設立
- 1954年（昭和29年） 社団法人に認可
- 2011年（平成23年） 一般社団法人に認可・移行

### 本部所在地
東京都千代田区一番町17-4 電機工業会館

### 主な目的
電気機械器具、発電用原動機及び原子力機器の製造並びに関連事業の総合的な発展を図り、これらを通じて日本の繁栄と国民生活の向上はもとより、世界経済の一層の発展に貢献することを目的としている。

### 取扱い製品
発電用、送変配電用、公共施設用、産業設備用、家庭用の電気機器及びエンジニアリングまで幅広い分野を担当しており、その種類は多岐に及んでいる。取扱い製品の基準は、次のとおりとしている。
(1)電気エネルギーの発生から供給までを包含した電力設備とそれを応用した産業システム・機器からなる重電機器全般
(2)家庭を中心とした広く消費者の使用に供する、いわゆる白物家電からなる家電機器全般
すなわち、「電力・産業用電気機器（重電機器）」と、主としてモーター（電動機）や電熱の応用製品である「白物家電」を取扱い製品としている。電気エネルギーの供給に係わる機器から、工場や、家庭で使われる電気機器まで、幅広い製品を担当している。
歴史的に日本の電機メーカーは、戦後、国内の電力網、鉄道網などのインフラ整備や重工業、製造業の復興などの社会的要請を背景に、重電機器の開発・生産を主要事業に発展するとともに、その技術力を応用して電気洗濯機、電気冷蔵庫、電気炊飯器、扇風機などの家庭用の電化製品の開発・生産を手掛け、高度経済成長を背景にこれら白物家電製品が普及・拡大し、発展してきた。このような経緯から、日本電機工業会では重電機器と白物家電を取扱い製品としている。
電力・産業用電気機器・システム（重電機器・システム）
発電・送変電・配電用電気機器・システム、産業用・船舶用・官公庁用電気機器・システム
火力発電・水力発電・原子力発電用電気機器（発電用ボイラ、蒸気タービン、ガスタービン、水力タービン（発電用水車）、発電機等）、新エネルギー（太陽光発電、風力発電、燃料電池等）、交流電動機、直流機、交流発電機、サーボモータ、小形電動機、電動工具、電気ホイスト、変圧器、インバータ、無停電電源装置（UPS）、配電盤、制御盤、監視制御装置、高・低圧開閉器、高・低圧遮断器、プログラマブルロジックコントローラ（PLC）など
家庭用電気機器（いわゆる白物家電・システム
電気冷蔵庫、電気洗濯機、エア・コンディショナー、空気清浄機、電子レンジ、IH調理器（電磁調理器）、電気掃除機、食器洗い乾燥機、電気温水器、電気炊飯器、ジャーポット、トースター、コーヒーメーカー、ジューサー・ミキサー、加湿器、除湿器、換気扇、扇風機、生ごみ処理機、電気毛布、電気カーペット、電気温水洗浄便座、電気かみそり、ヘアドライヤー、電気温風機、電気ストーブ、電気コタツ、電気マッサージ器具、電気アイロン、ふとん乾燥機、ホームベーカリー、電気もちつき機など
（主にモーター、電熱を応用した家庭用電気機器）
「白物家電」と呼ばれるのは、かつて電気冷蔵庫、電気洗濯機、電気炊飯器などの製品がほとんど白色であったことに由来するらしい。。家事や住環境などのために使われる電気製品は、今ではカラフルな製品が売り出されているが、かつては、白色を基調にしたものであった。これに対し、カラーテレビ、ステレオ、テープレコーダーなどは、木目調やブラウン系の色が多かったことから「白物家電」に対して「ブラウングッズ」と呼ばれるようになったらしい。「ブラウングッズ」を「黒物家電」と呼ぶこともあるらしい。
なお、薄型テレビ、ブルーレイレコーダーなどのAV機器やパソコン、半導体などは、*一般社団法人 電子情報技術産業協会(JEITA)の取り扱いである。

### 会員
国内でJEMA取扱い製品の製造を営む正会員と、物流、販売、材料、工事などの電気機械に関連する事業を営む賛助会員で構成。日立製作所、東芝、パナソニック、三菱電機、富士電機、明電舎、日新電機、安川電機、シャープ、三菱重工業、オムロン、ダイヘン、東光高岳、シンフォニアテクノロジー、山洋電気など約280社が加盟。

### 規格等
- JEM（ジェム）規格（日本電機工業会規格）
- JEM-TR（日本電機工業会技術資料）

### 出版物
- 機関誌「電機」（概ね隔月、年7回発行）
- 「JEMA20XX（西暦）」（日本の電機産業の動向と取組みなどを纏めた年次レポート）（年刊）
- 「白物家電5品目の世界需要調査」報告書（年刊）等

### 主催展示会
- システム コントロール フェア（SCF）

国内最大のFA（ファクトリーオートメーション）分野の展示会（隔年開催）、一般社団法人 日本電気制御機器工業会（NECA） と共同主催